# Music Man Bongo
Il Music Man Bongo è un basso elettrico prodotto dalla Music Man, introdotto sul mercato a partire dal 2003. È caratterizzato da una costruzione molto compatta, con un design moderno, ponte fisso in acciaio, battipenna ovale asimmetrico e chiavette d'accordatura nell'ormai classica disposizione 3+1 introdotta con lo StingRay.

## Caratteristiche
Prodotto a partire dal 2003, il Bongo taglia in gran parte i ponti con la storica architettura dello StingRay, conservando solo la tipica disposizione delle chiavi d'accordatura 3+1. Questo strumento è stato infatti concepito originariamente con la configurazione dei pick-up a doppio humbucker al ponte e al manico (HH), con magneti in neodimio, come già il vecchio Sabre, e solo successivamente ne sono state realizzate alcune versioni speciali anche in configurazione con un single coil invece dell'humbucker al manico (HS), o nella classica opzione con un solo humbucker al ponte (H), tipica dello StingRay. Il peso è contenuto e il manico presenta una tastiera con ben 24 tasti, con ottima accessibilità alle note più acute, anche fretless. L'equalizzatore preamplificato attivo a 18V monta quattro potenziometri per volume, bassi, medi e alti. È prodotto in California in poche ma variabili combinazioni di colore. Il corpo è realizzato invariabilmente in tiglio, mentre il manico e la tastiera possono essere in acero o ebano. Il manico è fissato al corpo con sistema bolt-on a cinque viti. L'originale design è stato concepito da Sterling Ball in collaborazione con il centro design di BMW.
Ne sono prodotte anche le versioni a 5 e a 6 corde, con identiche configurazioni e chiavette disposte 4+1 e 4+2.